# Liste der Monuments historiques in Bouray-sur-Juine
Die Liste der Monuments historiques in Bouray-sur-Juine führt die Monuments historiques in der französischen Gemeinde Bouray-sur-Juine auf.

## Liste der Bauwerke
| Bezeichnung               | Beschreibung | Standort                 | Kennzeichnung | Schutzstatus | Datum | Bild |
| ------------------------- | ------------ | ------------------------ | ------------- | ------------ | ----- | ---- |
| Schloss mit Taubenturm    |              | (Lage)                   | PA00087823    | Classé       | 1980  |      |
| Kirche St-Pierre-ès-Liens |              | Rue haute (Lage)         | PA00087824    | Inscrit      | 1950  |      |
| Grotte                    |              | La Vallée Gommier (Lage) | PA00087825    | Inscrit      | 1979  |      |
| Pont Cornuel              | Brücke       | (Lage)                   | PA00087826    | Inscrit      | 1980  |      |

## Liste der Objekte
- Monuments historiques (Objekte) in Bouray-sur-Juine in der Base Palissy des französischen Kultusministeriums